# La Horquetta Rangers Football Club
Maillots
Actualités
La Horquetta Rangers Football Club sont un club professionnel de football basé à La Horquetta dans la région de Tunapuna-Piarco à Trinité-et-Tobago.
Il évolue actuellement au sein de la TT Premier Football League, le championnat élite de Trinidad-et-Tobago.

## Historique
- 2006 : accession au statut professionnel des St. Ann's Rangers.

En janvier 2019 lors de l'intérim de Richard Fakoory en tant que propriétaire, le club déménage à La Horquetta dans la commune d'Arima et est rebaptisé La Horquetta Rangers

## Résultats
| Saison    | Division | Ligue         | Championnat | Coupe           |
| --------- | -------- | ------------- | ----------- | --------------- |
| 2007      | 2        |               |             |                 |
| 2008      | 1        | TT Pro League | 7e/10       | demi-finale     |
| 2009      | 1        | TT Pro League | 8e/11       | quart de finale |
| 2010-2011 | 1        | TT Pro League | 8e/11       | quart de finale |
| 2011-2012 | 1        | TT Pro League | 8e/8        |                 |
| 2012-2013 | 1        | TT Pro League | /8          | demi-finale     |

## Anciens joueurs
- Clayton Ince
- Anton Pierre
- Aurtis Whitley